# Xã Redland, Quận Cleveland, Arkansas
Xã Redland (tiếng Anh: Redland Township) là một xã thuộc quận Cleveland, tiểu bang Arkansas, Hoa Kỳ. Năm 2010, dân số của xã này là 622 người.